# Los exitosos Pells (España)
Los exitosos Pells es una serie de televisión de emisión diaria, producida por Zeppelin TV, adaptación de la serie original argentina, y que se emitió en Cuatro diariamente a las 16:45h, habiendo sido estrenada el lunes 7 de septiembre de 2009. Fue cancelada el 16 de septiembre con sólo 6 episodios emitidos, debido a los malos resultados de audiencia.

## Reparto
- Miguel Barberá es Martín Pells/Gonzalo Prado.
- Beatriz Segura es Sol Echagüe.
- Marta Calvó es Marcela Núñez.
- Juan Fernández es Franco Andrada.
- Rubén Sanz es Tomás Andrada.
- Pablo Martín es Diego Planes.
- Carolina Bang es Marina Fernández.
- Martín Gervasoni es Sergio Parra.
- Naiara Arnedo es Lily Tockman.

## Episodios y audiencias
| Episodio | Título                                | Fecha de emisión                  | Hora   | Espectadores | Share |
| -------- | ------------------------------------- | --------------------------------- | ------ | ------------ | ----- |
| 1        | «Dos por uno»                         | Lunes 7 de septiembre de 2009     | 16:45h | 465.000      | 3,9%  |
| 2        | «El peligro del éxito»                | Martes 8 de septiembre de 2009    | 16:45h | 453.000      | 3,8%  |
| 3        | «Cuidado con Gonzalo»                 | Miércoles 9 de septiembre de 2009 | 16:45h | 410.000      | 3,5%  |
| 4        | «El acuerdo»                          | Jueves 10 de septiembre de 2009   | 16:45h | 333.000      | 2,9%  |
| 5        | «La cabeza caliente y los pies fríos» | Viernes 11 de septiembre de 2009  | 16:45h | 414.000      | 3,4%  |
| 6        | «Echar un cigarrito»                  | Lunes 14 de septiembre de 2009    | 18:15h | 273.000      | 3,0%  |
| 7        | «El amigo de los pobres»              | Martes 15 de septiembre de 2009   | 18:15h | 236.000      | 2,7%  |